# Tim Hug
Tim Hug (* 11. August 1987 in Solothurn) ist ein ehemaliger Schweizer Nordischer Kombinierer, der auch im Skispringen und Skilanglauf an den Start ging.

## Werdegang
Hugs erster Auftritt bei den Junioren war im Januar 2003, noch im gleichen Jahr startete er bei seinen ersten FIS-Rennen, sowohl in der Nordischen Kombination als auch im Skispringen. Das nächste Jahr verlief durchwachsen für ihn; während er bei der Junioren-WM deutlich die besten 30 verpasste, gelang ihm in einem FIS-Rennen ein sechster Rang. Dazu startete er im Skispringen erstmals im Continental Cup, wo er jedoch nur 60. wurde. Auch 2005 blieben seine Leistungen konstant in der Nähe des zwanzigsten Ranges, bei der Junioren-WM konnte er Achtzehnter im Sprint der Kombination werden und Zwölfter mit dem Team im Skispringen. Im November 2005 ging Hug auch im Skilanglauf erstmals bei einem FIS-Rennen an den Start. Das Jahr 2006 endete mit einigen, jedoch eher erfolglosen Starts im B-Weltcup, dafür wurde er Vierter bei einem FIS-Rennen. Das Jahr 2007 beendete er ohne eine Top-10-Platzierung in der Nordischen Kombination, nur im Skispringen konnte er Achter bei einem Springen des FIS-Cups werden.
In das Jahr 2008 startete Hug mit einem achten Rang in der Gundersen-Methode im B-Weltcup. Dank weiterer guter Resultate wurde er Ende Januar des Jahres erstmals für den Weltcup der Nordischen Kombination nominiert, wo er nur knapp seine ersten Weltcuppunkte verpasste. Während er zum Schluss der Saison 2007/08 im B-Weltcup der Kombination zwei Podiumsplatzierungen erreichte, nahm er auch an der Schweizer Skilanglaufmeisterschaft teil, dort wurde er Vierzehnter im Sprint. Im Sommer-GP gelangen Hug erneut ordentliche Platzierungen, sodass er beim Saisonauftakt 2008/09 wieder starten durfte und 21. wurde.
Am 4. Januar 2014 gewann er – in Abwesenheit der Weltspitze – seinen ersten Weltcupbewerb im russischen Tschaikowski. Es war der erste Weltcup-Sieg eines Schweizer Kombinierers seit fast 20 Jahren.
Hug gab im Juni 2019 sein Karriereende bekannt.

## Erfolge

### Weltcupsiege im Einzel
| Nr. | Datum          | Ort          | Disziplin       |
| --- | -------------- | ------------ | --------------- |
| 1.  | 4. Januar 2014 | Tschaikowski | 10 km Gundersen |

### Platzierungen im Gesamtweltcup
| Saison  | Platz | Punkte |
| ------- | ----- | ------ |
| 2007/08 | 56.   | 029    |
| 2008/09 | 45.   | 066    |
| 2009/10 | 41.   | 064    |
| 2010/11 | 37.   | 044    |
| 2011/12 | 43.   | 039    |
| 2012/13 | 43.   | 035    |
| 2013/14 | 21.   | 248    |
| 2014/15 | 32.   | 112    |
| 2015/16 | 23.   | 158    |
| 2016/17 | 16.   | 357    |
| 2017/18 | 38.   | 075    |
| 2018/19 | 43.   | 048    |